# Svetlana Issakova
Svetlana Issakova (* 14. Juni 1993 in Tallinn) ist eine ehemalige estnische Eiskunstläuferin.

## Werdegang
Issakova begann 1999 im Alter von sechs Jahren mit dem Eiskunstlauf, wurde später von der ehemaligen sowjetischen Eiskunstläuferin Anna Levandi trainiert und startete für den Klub Anna Levandi FSC. Bei den Estnischen Junioren-Meisterschaften im Januar 2005 sicherte sie sich mit Silber im Einzellauf ihre erste Medaille. Ein Jahr später sicherte sie sich ihren ersten Juniorentitel. Diesen Erfolg wiederholte sie in den folgenden Jahren noch viermal. Ab der Saison 2006/07 startete sie beim Junior Grand Prix erstmals international. Bereits im ersten Jahr konnte Issakova dabei den zweiten Rang in Liberec erreichen. Mit weiteren guten Resultaten qualifizierte sie sich für das Junioren-Grand-Prix-Finale in Danzig. Dort belegte sie Rang sieben. Bei den Estnischen Meisterschaften 2008 gewann sie vor Johanna Allik und Olga Ikonnikova ihren ersten und einzigen nationalen Titel. Bei den Junioren-Weltmeisterschaften im gleichen Jahr erreichte sie Rang 26. Im Folgejahr steigerte sie sich auf Rang 15, bevor sie 2010 Platz 12 erreichte. Bei den Eiskunstlauf-Europameisterschaften 2011 in Bern erreichte sie den 18. Platz. Zuvor hatte sie sich mit Silber bei den Estnischen Meisterschaften den Startplatz gesichert. Im Dezember 2011 gewann sie noch einmal Bronze bei den Estnischen Meisterschaften hinter Jelena Glebova und Gerli Liinamäe. In der Saison 2012/13 startete Issakova mit eher überschaubarem Erfolg beim Volvo Open sowie in Warschau. In ihrer letzten Saison 2013/14 konnte sie noch einmal den dritten Platz beim Ice Star in Minsk erlaufen.

## Erfolge & Ergebnisse
| Wettbewerb/Saison                 | 2004/05 | 2005/06 | 2006/07 | 2007/08 | 2008/09 | 2009/10 | 2010/11 | 2011/12 | 2012/13 | 2013/14 |
| --------------------------------- | ------- | ------- | ------- | ------- | ------- | ------- | ------- | ------- | ------- | ------- |
| Europameisterschaften             | –       | –       | –       | –       | –       | –       | 18.     | –       | –       | –       |
| Junioren-Weltmeisterschaften      | –       | –       | –       | 26.     | 15.     | 12.     | –       | –       | –       | –       |
| Ice Star                          | –       | –       | –       | –       | –       | –       | –       | –       | –       | 3.      |
| Estnische Meisterschaften         | –       | –       | 2.      | 1.      | 4.      | 3.      | 2.      | 3.      | 2.      | –       |
| Estnische Juniorenmeisterschaften | 2.      | 1.      | 1.      | 1.      | 1.      | 1.      | 2.      | 3.      | –       | –       |